# راؤول يورينتي
راؤول يورينتي (بالإسبانية: Raúl Llorente Raposo)‏ هو لاعب كرة قدم إسباني في مركز الدفاع، ولد في 2 أبريل 1986 في مدريد في إسبانيا. شارك مع منتخب إسبانيا تحت 17 سنة لكرة القدم ومنتخب إسبانيا تحت 19 سنة لكرة القدم. أما مع النوادي، فقد لعب مع أتلتيكو مدريد ب والنادي الرياضي بكالوني وديبورتيفو ألافيس ونادي تينيريفي ونادي خيريث.

## وصلات خارجية
- راؤول يورينتي على موقع الاتحاد الدولي (مؤرشف)  (الإنجليزية)
- راؤول يورينتي على موقع قاعدة بيانات كرة القدم.إي يو (الإنجليزية)
- راؤول يورينتي على موقع Soccerway.com (الإنجليزية)
- راؤول يورينتي على موقع AS.com (الإسبانية)